# Chris Perry
Christopher John „Chris“ Perry (* 26. April 1973 in Carshalton) ist ein ehemaliger englischer Fußballspieler. Dem beim FC Wimbledon von Joe Kinnear, dem ehemaligen Trainer der „Crazy Gang“, ausgebildeten und körperbetont spielenden Innenverteidiger wurde besonders nach seinem Wechsel 1999 zu Tottenham Hotspur eine internationale Karriere und der Sprung in die englische Nationalmannschaft prophezeit, bevor ihn ein Bandscheibenvorfall entscheidend zurückwarf. Fortan agierte er bei weniger ambitionierten Klubs und beendete nach den Zwischenstationen Charlton Athletic, West Bromwich Albion und Luton Town schließlich im Jahr 2010 in den dritten Liga beim FC Southampton seine aktive Karriere.

## Profikarriere

### FC Wimbledon (1991–1999)
Perry kam im Londoner Süden im Stadtbezirk Sutton zur Welt und erlernte das Fußballspielen beim etwas nördlicher ansässigen FC Wimbledon – dem Klub, dem er bereits seit Kindesbeinen an gefolgt war. Ab Juli 1991 mit einem ersten Profivertrag ausgestattet, debütierte er in einem Premier-League-Spiel am 4. April 1994 per Einwechslung an der heimischen Plough Lane gegen den FC Liverpool (1:1). Dauerhaft zum Einsatz bei der von Joe Kinnear betreuten „Crazy Gang“, wie das Team seit den 1980ern aufgrund der robusten Spielweise genannt wurde, kam Perry in der zweiten Hälfte der Saison 1994/95 und plötzlich war er mit seiner Schnelligkeit und Zweikampfstärke eines der hoffnungsvollsten Talente im englischen Erstligafußball. Trotz seiner für einen Innenverteidiger mit 1,75 Meter geringen Größe zeigte er dank eines guten Timings auch Stärken im Kopfballspiel und im Anschluss an die Saison 1995/96, in der Perry nur drei Pflichtspiele verpasste, gewann er die Auszeichnung des Spielers, der die größten Fortschritte gemacht hatte („Most Improved Player of the Year“). Seine ersten Tore gelangen ihm in der Spielzeit 1996/97, wobei neben dem ersten Ligatreffer speziell der Ausgleich zum 1:1 im FA Cup gegen Crewe Alexandra zu nennen ist, der das Wiederholungsspiel und den anschließenden Viertrundensieg gegen Manchester United erst ermöglichte.
In einer Saison 1997/98, die dem FC Wimbledon viele Verletzungsprobleme bescherte, reihte sich Perry als Publikumsliebling endgültig in die Riege der besten Defensivakteure in der Geschichte des Vereins ein. Dabei schoss er Mitte September 1997 gegen Newcastle United (3:1) sein zweites und gleichzeitig letztes Ligator für die „Dons“. Die beständig guten Leistungen blieben auch den „Schwergewichten“ im englischen Fußball nicht vorenthalten und nach einem weiteren Jahr, in dem Perry mit konstanten Darbietungen im Abstiegskampf seine Qualitäten demonstrierte, stellte George Graham als neuer Trainer von Tottenham Hotspur einen Transfer für eine Ablösesumme von vier Millionen Pfund im Rahmen seines grundsätzlichen Neuaufbaus in Aussicht. Im Juli 1998 kam es schließlich zur Vertragsunterzeichnung mit Klub von der White Hart Lane.

### Tottenham Hotspur (1999–2003)
An der Seite des groß gewachsenen Sol Campbell bildete Perry in der Saison 1999/2000 die neue Innenverteidigung der „Spurs“. Dazu schaltete er sich regelmäßig offensiv bei Standardsituationen – zumeist bei Eckbällen und indirekten Freistößen – in den gegnerischen Strafraum ein und wurde dabei mit seinem ersten Ligator gegen Bradford City und einem Treffer im UEFA-Pokal gegen Zimbru Chișinău belohnt. Ein weiteres Ligator gelang ihm bei der 3:4-Niederlage gegen Leeds United und trotz gelegentlicher verletzungsbedingter Pausen bekräftigte er in den beiden folgenden Jahren seinen zunehmenden Status als Schlüsselspieler in einer Mannschaft, die zur Saison 2001/02 den Abgang von Sol Campbell zu verkraften hatte.
Mit schweren Rückschlägen hatte Perry dann aber auch selbst in der Spielzeit 2002/03 zu kämpfen. Bereits im September 2002 verletzte er sich gegen West Ham United und obwohl er in insgesamt 17 Partien in der Startelf war, sorgte vor allem ein Bandscheibenvorfall dafür, dass er im Januar 2003 seinen Platz in der Mannschaft verlor. Dazu kam, dass sich der aufstrebende Ledley King als zunehmend wertvoll in der Innenverteidigung erwies, wodurch Perry plötzlich auf dem „Abstellgleis“ stand.

### Charlton Athletic (2003–2006)
Im September 2003 wechselte Perry auf Leihbasis zum Ligakonkurrenten Charlton Athletic, wo er primär die verletzten Richard Rufus und Gary Rowett vertreten sollte. Als er dort einen zufriedenstellenden Eindruck machte, heuerte er im Dezember 2003 für eine Ablösesumme von 100.000 Pfund endgültig bei den „Addicks“ an. An der Seite von Mark Fish und Jon Fortune bildete er in Charlton das neue Abwehrzentrum und im Februar 2004 schoss er gegen den Ex-Klub Tottenham sein erstes Ligator für den neuen Klub. Während der Verletzungspause von Mark Fish kämpfte Perry gemeinsam mit Jon Fortune und Neuzugang Talal El Karkouri um die Plätze in der Innenverteidigung. Erschwerend kamen Verletzungssorgen zur Mitte der Saison 2004/05 hinzu, so dass er nur in gut der Hälfte der Pflichtspiele Berücksichtigung fand. Zunehmend fehlte jetzt auch die „Spritzigkeit“ in den Aktionen, wodurch sich seine geringe Körpergröße gelegentlich in Duellen mit groß gewachsenen Stürmern zum Nachteil entwickelte.
Als dann auch noch Hermann Hreiðarsson ins Abwehrzentrum verschoben wurde, verlor er im Anschluss an eine 0:3-Niederlage gegen Wigan Athletic Mitte Dezember 2005 seinen Platz, bevor er sich im Februar 2006 kurzzeitig wieder an die Stammelf herankämpfte und beim 3:0-Sieg gegen den FC Middlesbrough eines seiner seltenen Tore erzielte. Anfang August 2006 wechselte er anschließend ablösefrei zum Zweitligisten West Bromwich Albion, nachdem ihm zuvor Charltons neuer Trainer Iain Dowie eröffnet hatte, keine Rolle mehr in seinen Planungen einzunehmen.

### West Bromwich Albion (2006–2007)
Während seines ersten Jahrs für einen Profiverein außerhalb Londons war Curtis Davies Perrys Partner in der Innenverteidigung von „WBA“. Perry bestritt 26 Pflichtspiele in der ersten Saisonhälfte, bevor ihn eine Verletzung lange Zeit außer Gefecht setzte. Erst ganz zum Ende der Saison 2006/07, als neben Davies auch Neil Clement und Sam Sodje nicht zur Verfügung standen, kam er noch einmal zum Zug. Nach nur einem Jahr verließ Perry West Bromwich Albion wieder, nachdem die Option auf ein weiteres Jahr durch das Nicht-Erreichen einer Mindesteinsatzzahl – in den Medien kolportiert wurden 30 Spiele – von Perry nicht gezogen werden konnte.

### Luton Town (2007–2008)
Nächste Station war ab Juli 2007 der Drittligist Luton Town. Gemeinsam mit Chris Coyne stand Perry dort im Abwehrzentrum, aber nach drei Niederlagen in Serie baute die Vereinsführung die Formation um, indem Jarosław Fojut ausgeliehen wurde und Perry fortan als linker Außenverteidiger operierte. Nach einer roten Karte für Coyne kehrte Perry in die Mitte zurück und war nach dem Ende von Fojuts Leihphase einziger gelernter Innenverteidiger bei den „Hatters“. Kurzzeitig war er sogar Kapitän des Teams und stellte gemeinsam mit Keith Keane das „kleinste Abwehrzentrum der dritten Liga“.
Ende März 2008 wechselte er auf Leihbasis zum Zweitligisten FC Southampton, nachdem sich die finanziellen Sorgen in Luton dramatisch zugespitzt hatten und Perry Berichten zufolge seit zwei Monaten kein Gehalt mehr gezahlt worden war.

### FC Southampton (2008–2010)
Beim FC Southampton war die Situation in sportlicher Hinsicht ebenso angespannt. Perry war bereits der neunte Innenverteidiger, den die „Saints“ in der Saison 2007/08 ausprobierten und gemeinsam mit der „Nummer 10“ Chris Lucketti stabilisierte Perry den Abwehrverbund insofern, dass der Klassenerhalt noch gelang. Dies brachte ihm beim neuen Cheftrainer Jan Poortvliet einen neuen Zweijahresvertrag ein – erneut abhängig von einer Mindesteinsatzanzahl. In einer sehr jungen Mannschaft kam Perry die Rolle einer „Vaterfigur“ zuteil, aber obwohl sich seine eigenen Leistungen durch Ruhe und Beständigkeit auszeichneten, waren die mannschaftlichen Fehler zu gravierend und so musste der Verein nach Ende der Saison 2008/09 den Gang in die drittklassige Football League One antreten.
Die Saison 2009/10 war Perrys letzte Spielzeit im Profifußball. Hier stand er für den FC Southampton noch einmal in 19 Partien in der Startelf, wobei ihm zumeist Radhi Jaïdi vorgezogen wurde. Am Ende gewann er mit der Football League Trophy noch seine erste nationale Trophäe im englischen Fußball. Dabei wurde er beim 4:1-Finalerfolg gegen Carlisle United in der Nachspielzeit für ebendiesen Jaïdi eingewechselt. Am Ende war Perry einer von 13 Spielern, die in Southampton aussortiert wurden.

## Titel/Auszeichnungen
- Football League Trophy: 2010